# المؤسسة الإسبانية للعلوم والتكنولوجيا
المؤسسة الاسبانية للعلوم والتكنولوجيا (بالإنجليزية:Spanish Foundation for Science and Technology) هي منظمة مستقلة غير ربحية في إسبانيا تروج للعلوم والتكنولوجيا الإسبانية. وقد تشكلت في عام 2001، وتتلقى تمويلاً من وزارة العلوم والابتكار والجامعات (Ministry of Science, Innovation and Universities).

## روابط خارجية
- Official site